# ایگناسیو میرامون
ایگناسیو میرامون (انگلیسی: Ignacio Miramón؛ زادهٔ ۱۲ ژوئن ۲۰۰۳) بازیکن فوتبال اهل آرژانتین است که در حال حاضر به صورت قرضی از لیل برای بوکا جونیورز در پست هافبک بازی می‌کند.
وی همچنین در تیم ملی فوتبال زیر ۲۰ سال آرژانتین بازی کرده است.

## دوران باشگاهی
ایگناسیو میرامون در سال ۲۰۱۹ از باشگاه بالونپی د بولیوار به خیمنسیا و اسگریما پیوست. در اوت ۲۰۲۰، دیه‌گو مارادونا سرمربی وقت باشگاه، او را برای تمرینات پیش‌فصل به تیم نخست فراخواند. او در ۳۰ سپتامبر ۲۰۲۰ نخستین بازی غیررسمی‌اش را در دیداری دوستانه مقابل سن لورنزو انجام داد. او پس از شرکت در بازی‌های بیشتر در پیش‌فصل، هشت بار در طول کوپا د لا لیگا پروفسینال ۲۰۲۰ روی نیمکت تیم نشست. پس از آن‌که در هفته نخست کوپا د لا لیگا پروفسینال ۲۰۲۱ مقابل بوکا جونیورز به میدان نرفت، میرامون در تاریخ ۱۹ فوریه ۲۰۲۱ در جریان پیروزی مقابل تایرس نخستین بازی رسمی‌اش را برای تیم انجام داد؛ او هجده دقیقه مانده به پایان مسابقه به جای اریس رامیرس وارد زمین شد.

## زندگی شخصی
میرامون از خانواده‌ای فوتبالی می‌آید. پدر بزرگش «چولو آسپیروس»، پدربزرگ مادری‌اش «پرو میرامون»، پدرش امیلیو میرامون، دایی‌اش گیرمو پانارو، و پسرعموهایش آگوستین و مانوئل پانارو همگی در سطوح مختلف لیگ فوتبال آرژانتین بازی کرده‌اند. در ۱۹ دسامبر ۲۰۲۰، اعلام شد که نتیجهٔ آزمایش کرونای میرامون مثبت شده‌است؛ هرچند او بدون علامت بود.